# Slavomír Hodúl
Slavomír Hodúl (* 15. června 1962) je bývalý slovenský fotbalista, obránce.

## Fotbalová kariéra
Hrál za SK Sigma Olomouc, FC Slovan Liberec, FC Švarc Benešov, FC Svit Zlín a FC Slušovice. V československé lize nastoupil v 89 utkáních a dal 3 góly.

## Ligová bilance
| Ročník                                   | Zápasy | Góly | Klub              |
| ---------------------------------------- | ------ | ---- | ----------------- |
| 1. československá fotbalová liga 1985/86 | 2      | 0    | SK Sigma Olomouc  |
| 1. československá fotbalová liga 1986/87 | 6      | 0    | SK Sigma Olomouc  |
| 1. československá fotbalová liga 1987/88 | 8      | 0    | SK Sigma Olomouc  |
| 1. česká fotbalová liga 1993/94          | 27     | 1    | FC Slovan Liberec |
| 1. česká fotbalová liga 1994/95          | 28     | 1    | FC Švarc Benešov  |
| 1. česká fotbalová liga 1995/96          | 18     | 1    | FC Svit Zlín      |
| CELKEM                                   | 89     | 3    |                   |